# 拟金灰藓属
拟金灰藓属（学名：Pylaisiopsis）为锦藓科的一个属。

## 物种
本属包括以下物种：
- 拟金灰藓 Pylaisiopsis speciosa (Mitt.) Broth.